# It Happened in Brooklyn
It Happened in Brooklyn (titulada Sucedió en Brooklyn en Venezuela y Sucedió en mi tierra en México) es una película de comedia romántica musical de la Metro-Goldwyn-Mayer de 1947 dirigida por Richard Whorf y protagonizada por Frank Sinatra, Kathryn Grayson, Peter Lawford y Jimmy Durante y con la participación de Gloria Grahame y Marcy McGuire. It Happened in Brooklyn fue la tercera película de Sinatra para Metro-Goldwyn-Mayer, que había comprado su contrato a la RKO porque el presidente de la MGM, Louis B. Mayer, era un gran fan de Sinatra.
El filme contiene seis canciones escritas por Sammy Cahn y Jule Styne, e incluye «The Song's Gotta Come From the Heart» (interpretada a dúo por Sinatra y Durante), «The Brooklyn Bridge», «Whose Baby Are You», «I Believe», «Time After Time» y «It's the Same Old Dream».

## Argumento
Danny Miller está con un grupo de soldados que esperan ser transportados a su casa en los Estados Unidos. En su última noche allí, conoce a Jamie Shellgrove, un joven muy tímido cuyo abuelo cree que debe ser tomado bajo el ala de alguien. Después de observar cómo Miller acude en ayuda de su nieto al piano, le pide a Danny que hable con su hijo, para darle "algunas palabras de aliento". Para quedar bien ante la enfermera de Brooklyn que le regañó por no hacer amigos, accede, llegando incluso a decir que lo que realmente arreglaría a Jamie sería que viniera a Brooklyn. Mientras se apresura a tomar su transporte hacia los muelles para el viaje a casa, Danny descubre que Jamie es en realidad el heredero de un duque. Tras el regreso de Danny a Brooklyn, la película gira en torno a los personajes que hacen realidad sus sueños de escapar de la monotonía de la clase trabajadora: En el caso de Sinatra, convertirse en un cantante/músico en lugar de un empleado de la industria naviera; en el caso de Lawford, salir de su extrema timidez para conseguir una esposa y una carrera como compositor; y en el caso de Grayson, salir de su trabajo de maestra de escuela para ser una estrella de la ópera (aunque esto último no se muestra, pero presumiblemente vive feliz para siempre al ser llevada a Inglaterra como prometida del personaje de Lawford, que es heredero de un ducado). La historia termina con Danny dándose cuenta de que la enfermera con la que habló al principio de la película es la única chica para él, y como se imagina que ella debe estar en Brooklyn, y él tiene todo tipo de amigos ahora, es optimista en cuanto a encontrarla y conquistarla.

## Reparto
- Frank Sinatra como Danny Webson Miller
- Kathryn Grayson como Anne Fielding
- Peter Lawford como Jamie Shellgrove
- Jimmy Durante como Nick Lombardi
- Gloria Grahame como la enfermera
- Marcy McGuire como Rae Jakobi
- Aubrey Mather como Digby John
- Tamara Shayne como Mrs. Kardos
- William Roy como Leo Kardos (como Billy Roy)
- William Haade como el sargento de la policía
- Bobby Long como Johnny O'Brien

## Rodaje
El director original iba a ser George Sidney, pero fue sustituido por Richard Whorf, que es probablemente más conocido por sus trabajos de dirección en televisión, especialmente en The Beverly Hillbillies, Gunsmoke y My Three Sons.
La filmación se interrumpió durante aproximadamente diez días cuando Durante tuvo que ir a terminar la producción de This Time for Keeps.
Los solos de piano de la película fueron interpretados por André Previn, bajo la dirección musical de Johnny Green. Los arreglos vocales de Sinatra fueron orquestados por Axel Stordahl.

## Recepción
It Happened in Brooklyn tuvo una buena acogida en general, y Variety señaló que: «Gran parte del atractivo se debe a la presencia de Frank Sinatra en el reparto. El tipo ha adquirido la habilidad de Bing Crosby para la despreocupación, lanzando sus líneas de broma con gran aplomo. Se hace el gracioso en un par de secuencias y hace una imitación de Jimmy Durante, con la ayuda de Durante, que es una maravilla».

### Taquilla
La película ganó 1.877.000 $ en EE. UU. y Canadá y 787.000 $ en el resto del mundo, lo que supone una pérdida de 138.000 $. Según el semanario Variety, la película ganó 2.150.000 $ en alquileres.